# Artista sin firmar
El término artista sin firmar es usado en la industria de la música para referirse a un cantante, músico o banda que no mantiene afiliación con una compañía discográfica. Muchos artistas sin firmar venden su música y el merchandising relacionado con ésta sin el apoyo financiero de una discográfica, mientras que a menudo buscan un contrato de grabación mediante la grabación de demos. La diferencia entre un artista sin firmar y un artista aspirante es que los artistas aspirantes en la mayoría de los casos no venden su música comercialmente. Recientemente, Internet ha ayudado a promover material arstístico independiente. Los artistas tienden a publicar su música en sitios web como MySpace, iLike y Youtube, y a veces su música es reproducida en shows pódcast como Kooba Radio, Tom Robinson, Indie Launchpad y Low Slung. Últimamente, artistas como Nine Inch Nails y Radiohead, quienes alguna vez tuvieron contratos con grandes compañías discográficas, han optado por distribuir su música independientemente.

## Ejemplos de artistas sin firmar
- lil peep

- Mesh-29
- Faithless
- The More I See
- Koopa
- Nine Inch Nails
- Safic
- Blink-182